# 木ノ花さくや
木ノ花 さくや（このはな さくや）は、漫画家のにしの公平と西野つぐみの合同ペンネーム。
2002年、『エンカウンター 〜遭遇〜』で「週刊コミックバンチ」主催の第1回世界漫画愛読者大賞グランプリ受賞。2002年29号より同作品を連載。

## 作品リスト
- エンカウンター〜遭遇〜：全5巻（バンチコミックス）原作:小林ユウ※2巻から
- ライツ 〜永遠の光亡〜：全1巻（ジャンプコミックス）
- サムライたちのメキシコ：全1巻（京都国際マンガミュージアム）